# Roger Gavoury
Roger Gavoury (* 7. April 1911 in Mello; † 31. Mai 1961 in Algier) war ein französischer Polizeichef. Er war Divisionskommissar Commissaire de police und Zentralkommissar für Algerien. Er wurde am 31. Mai 1961 in Algerien von zwei Mitgliedern der OAS, Claude Piegts und Albert Dovecar, auf Befehl von Roger Degueldre erstochen. Dies geschah, acht Tage nachdem er Untersuchungen zur OAS begonnen hatte. Piegts und Dovecar wurden am 30. März 1962 durch ein französisches Militärtribunal in Paris zum Tode verurteilt und am 7. Juni 1962 durch ein Erschießungskommando exekutiert. Delgueldre wurde ebenfalls zum Tode verurteilt und am 6. Juli 1962 exekutiert.
Gavoury begann seine Polizeilaufbahn in Hazebrouck im Jahre 1936 und bekleidete zahlreiche Posten. Er organisierte die Aufstellung der Polizei in Französisch-Marokko zwischen 1956 und 1959 mit.
Gavoury ging 1960 nach Algerien. Während des Putsches in Algerien 1961 war er mit seiner Familie in Charleville-Mézières. Er kehrte daraufhin unverzüglich nach Algerien zurück, wo er einen Monat später ermordet wurde. Drei weitere Kommissare wurden in diesem Jahr in Algerien ermordet.

## Würdigungen
- Posthum befördert zum "Contrôleur général de la Sûreté nationale"
- Orden der Nation (Citation à l'ordre de la Nation)
- Sein Grabstein ist mit der Ehrenbezeichnung "Für Frankreich gestorben" ("Mort pour la France") gekennzeichnet
- Ritter der Ehrenlegion
- Militärverdienstkreuz mit silbernem Stern